# David Spence Thomson

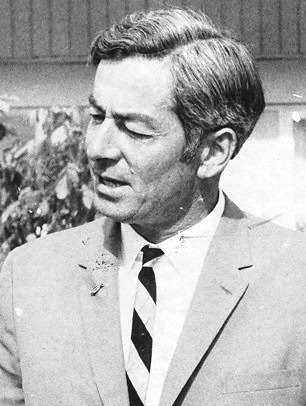
David Spence Thomson (1969)

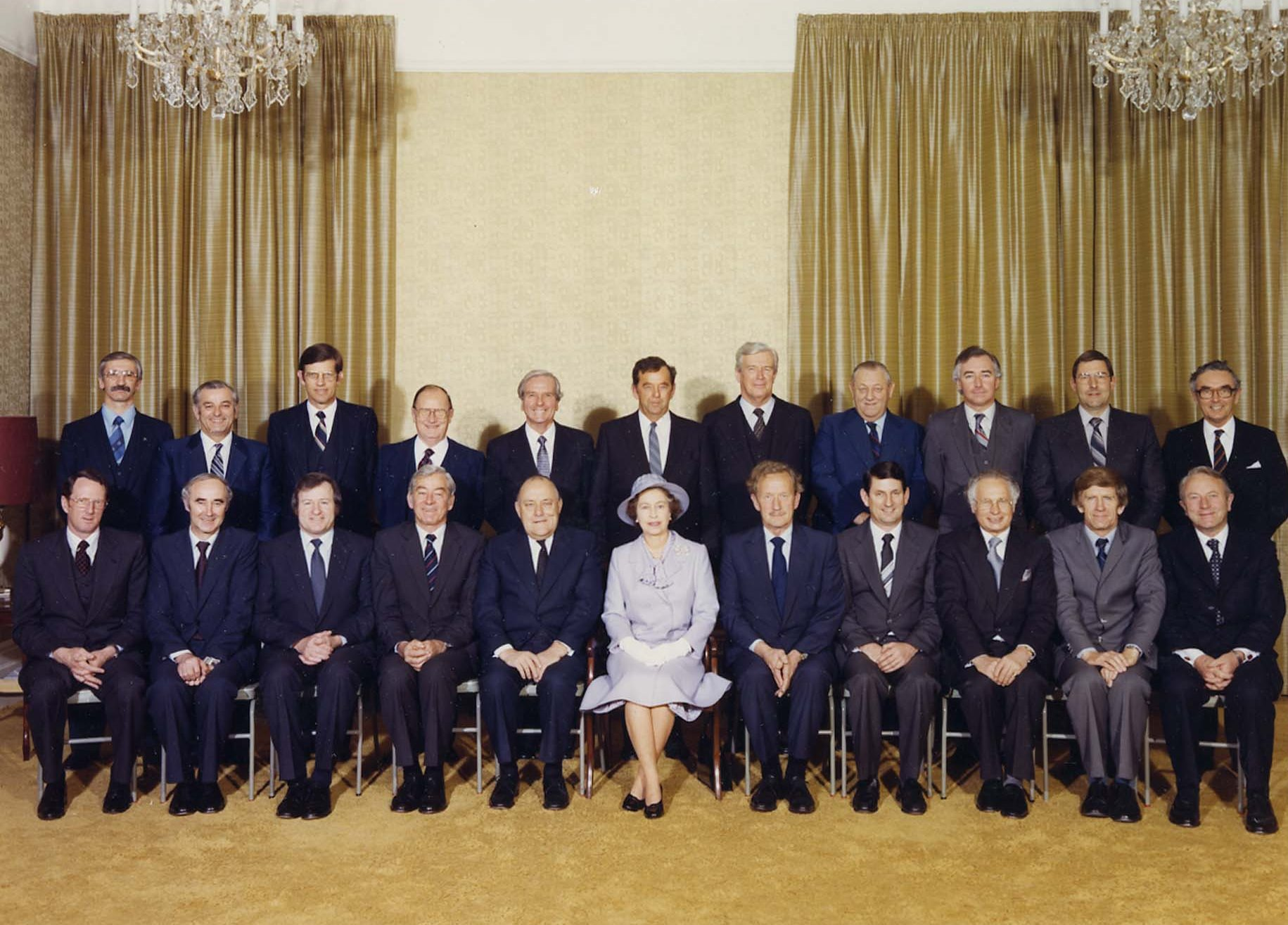
Kabinett von Robert Muldoon (1981)
Thomson, sitzend, 4. von links

Sir David Spence Thomson (MC, ED, EC PC, CMG) (* 14. November 1915 in Stratford, Taranaki, Neuseeland; † 25. Oktober 1999 Eltham, Taranaki), in der Öffentlichkeit als David Thomson bekannt, war ein neuseeländischer Farmer und Politiker der New Zealand National Party.

## Leben
David Spence Thomson wurde am 14. November 1915 in Stratford, östlich des Mount Taranaki geboren. Sein Vater war P. Thomson, über seine Mutter seiner Kindheit ist nichts bekannt.
Thomson übte den Beruf des Farmers aus und lebte in dem kleinen Dorf Kaponga am Fuße des Taranaki, bevor er 1939 als Soldat am Zweiten Weltkrieg teilnahm. Er wurde an der Front in Ägypten eingesetzt, am 26. Juni 1942 verwundet und geriet am 15. Juli 1942 in deutsche Gefangenschaft, infolge derer er später in Baden-Württemberg inhaftiert wurde.
Nach dem Krieg wandte sich Thomson der Politik zu und kandidierte 1963 erfolgreich für das New Zealand Parliament und gewann den Wahlkreis Stratford, den er bis zu seiner Abwahl im Jahr 1978 hielt. Noch im selben Jahr konnte er den Wahlkreis Taranaki gewinnen und blieb dessen Kandidat bis zu seiner Pensionierung im Jahr 1984.
Während seiner Zeit im Parlament war Thomson mit folgenden Ministerposten an den jeweiligen Regierungen der National Party beteiligt:
- – 1966–1972 – Minister of Defence (Verteidigungsminister)
- – 1967–1969 – Minister of Tourism (Minister für Tourismus)
- – 1969–1972 – Minister of Police (Minister für Polizei)
- – 1972–1972 – Minister of Labour and Minister of Immigration (Arbeitsminister und Minister für Einwanderungen)
- – 1975–1978 – Minister of State, Minister of State Services (Staatsminister und Minister für die Staatsdienste)
- – 1980–1984 – Minister of Defence (Verteidigungsminister)[2]

Des Weiteren hatte Thomson von 1978 bis zu seinem Ausscheiden aus der Regierung und dem Parlament im Jahr 1984 die Rolle des first Leader of the House.
Mit der Bekanntmachung in der London Gazette vom 30. Dezember 1992 wurde Thomson mit dem Companion of Order of St Michael and St George (CMG) geehrt.
David Spence Thomson verstarb am 25. Oktober 1999.

## Auszeichnungen
- 1942 – Military Cross (MC)
- 19?? – Efficiency Decoration (ED)
- 1966 – Executive Council (EC)[3]
- 1981 – Mitglied des Privy Council (PC)
- 1992 – Companion of Order of St Michael and St George (CMG)[4]